# Lycium decumbens
Lycium decumbens ist eine Pflanzenart aus der Gattung der Bocksdorne (Lycium) in der Familie der Nachtschattengewächse (Solanaceae).

## Beschreibung
Lycium decumbens ist ein kleiner, bis zu 0,2 m hoch werdender, niederliegender Zwergstrauch, der mit Stacheln bewehrt ist. Seine Laubblätter sind sukkulent, unbehaart, 15 bis 20 mm lang und 3 bis 5 mm breit.
Die Blüten sind zwittrig und fünfzählig. Der Kelch ist röhrenförmig, seine Kelchröhre ist 4 bis 5 mm lang und mit 1 bis 1,5 mm langen Kelchzipfeln besetzt. Die Krone ist halbkugelförmig bis eiförmig und spreizend. Sie ist cremeweiß gefärbt und besitzt lila Kronlappen und dunkel purpurne Adern. Die Kronröhre wird 6 bis 8 mm lang, die Kronlappen 3 mm. Die Basis der Staubfäden ist dicht filzig behaart.
Die Frucht ist eine orange-rote, kugelförmige Beere, die 4 mm lang und breit wird.

## Vorkommen
Die Art ist auf dem Afrikanischen Kontinent verbreitet und kommt dort im nördlichen Namibia und im südlichen Angola vor.

## Systematik
Nach molekularbiologischen Untersuchungen ist die Art am nächsten mit Lycium pumilum verwandt. Beide sind in einer großen monophyletischen Klade aus altweltlichen Arten der Gattung eingeordnet, die genauen Verwandtschaftsbeziehungen innerhalb der Klade sind jedoch noch ungeklärt.

## Belege
- J.S. Miller und R.A. Levin: Lycium decumbens. In: Project Lycieae
- Rachel A. Levin et al.: Evolutionary Relationships in Tribe Lycieae (Solanaceae). In: D.M. Spooner, L. Bohs, J. Giovannoni, R.G. Olmstead und D. Shibata (Hrsg.): Solanaceae VI: Genomics meets biodiversity. Proceedings of the Sixth International Solanaceae Conference, ISHS Acta Horticulturae 745, Juni 2007. S. 225–239. ISBN 978-9066054271.